# La Democracia, Escuintla
La Democracia är en kommunhuvudort i Guatemala.   Den ligger i kommunen Municipio de La Democracia och departementet Departamento de Escuintla, i den sydvästra delen av landet, 70 km sydväst om huvudstaden Guatemala City. La Democracia ligger 168 meter över havet och antalet invånare är 5 479.
Terrängen runt La Democracia är platt åt sydväst, men åt nordost är den kuperad. Runt La Democracia är det ganska tätbefolkat, med 83 invånare per kvadratkilometer. Närmaste större samhälle är Santa Lucía Cotzumalguapa, 13,6 km nordväst om La Democracia. I omgivningarna runt La Democracia växer huvudsakligen savannskog.